# 1195 en santé et médecine
| Années de la santé et de la médecine : 1192 - 1193 - 1194 - 1195 - 1196 - 1197 - 1198    |
| Décennies de la santé et de la médecine : 1160 - 1170 - 1180 - 1190 - 1200 - 1210 - 1220 |

Cet article présente les faits marquants de l'année 1195 en santé et médecine.

## Fondations
- La maladrerie de Fontenay, en Île-de-France, est mentionnée pour la première fois[1],[2].
- Un testament évoque une communauté de lépreux à Herbet, au sud-est de Montferrand, en Auvergne, mais il ne sera fait mention explicite d'un lieu d'assistance, la léproserie Saint-Lazare, qu'en 1199[3].
- Première mention de l'hôpital de Solignac, au diocèse de Limoges, qui sera qualifié de léproserie en 1354[4].
- L'existence est attestée, à Bruxelles, d'une institution tenue par la confrérie du Saint-Esprit[5], établissement qui prendra le nom d'hôpital Saint-Jean en 1204 et sera statutairement fondé en 1211[6].
- Avant 1195 : fondation de la léproserie Sainte-Madeleine, destinée aux femmes, paroisse Saint-Vosy à Vals-près-le-Puy, en Velay[7].
- 1190-1195 : fondation de la léproserie de Lavoûte-Chilhac, en Auvergne[8].

## Personnalités
- Fl. Durand[9] et Mathieu[10], médecins, inscrits au rôle de l'Échiquier de Normandie.

## Décès
- Vers 1195 : Roger de Salerne (né vers 1140), chirurgien italien, auteur d'une importante Practica chirurgiae (« Pratique de la chirurgie »), compilation de ses cours, rédigée dans les années 1170 par un de ses élèves, Gui d'Arezzo le Jeune, et plus connue sous le titre de Chirurgia magistri Rogerii (« Chirurgie de maître Roger[11],[12]»).